# 2021年度の将棋界
2021年度の将棋界（2021ねんどのしょうぎかい）では、2021年（令和3年）4月から2022年（令和4年）3月の将棋界に関する出来事について記述する。

## できごと・予定
| \| ：タイトル戦 番勝負 ：挑戦者決定戦（挑） \| 0 \| ：順位戦リーグ(Ｌ)・本戦トーナメント(Ｔ)・本戦リーグ(Ｌ) ：予備予選／予選トーナメント(Ｔ)・予選リーグ(Ｌ) \| |   | |
| ：タイトル戦 番勝負 ：挑戦者決定戦（挑） | 0 | ：順位戦リーグ(Ｌ)・本戦トーナメント(Ｔ)・本戦リーグ(Ｌ) ：予備予選／予選トーナメント(Ｔ)・予選リーグ(Ｌ) |

| ：タイトル戦 番勝負 ：挑戦者決定戦（挑） | 0 | ：順位戦リーグ(Ｌ)・本戦トーナメント(Ｔ)・本戦リーグ(Ｌ) ：予備予選／予選トーナメント(Ｔ)・予選リーグ(Ｌ) |

| 棋戦   | 棋戦   | 前年度（2020年度） | 前年度（2020年度） | 前年度（2020年度） | 前年度（2020年度） | 前年度（2020年度） | 前年度（2020年度） | 前年度（2020年度） | 前年度（2020年度） | 前年度（2020年度） | 前年度（2020年度） | 前年度（2020年度） | 前年度（2020年度） | 当年度（2021年度） | 当年度（2021年度） | 当年度（2021年度） | 当年度（2021年度） | 当年度（2021年度） | 当年度（2021年度） | 当年度（2021年度） | 当年度（2021年度） | 当年度（2021年度）   | 当年度（2021年度）   | 当年度（2021年度）   | 当年度（2021年度）   |        |
| 棋戦   | 棋戦   | 4                  | 5                  | 6                  | 7                  | 8                  | 9                  | 10                 | 11                 | 12                 | 1                  | 2                  | 3                  | 4                  | 5                  | 6                  | 7                  | 8                  | 9                  | 10                 | 11                 | 12                   | 1                    | 2                    | 3                    |        |
| 名人戦 | 第79期 |                    |                    | 順位戦Ｌ           | 順位戦Ｌ           | 順位戦Ｌ           | 順位戦Ｌ           | 順位戦Ｌ           | 順位戦Ｌ           | 順位戦Ｌ           | 順位戦Ｌ           | 順位戦Ｌ           | 順位戦Ｌ           | 七番勝負           | 七番勝負           | 七番勝負           |                    |                    |                    |                    |                    |                      |                      |                      |                      |        |
| 名人戦 | 第80期 |                    |                    |                    |                    |                    |                    |                    |                    |                    |                    |                    |                    |                    | 順位戦Ｌ           | 順位戦Ｌ           | 順位戦Ｌ           | 順位戦Ｌ           | 順位戦Ｌ           | 順位戦Ｌ           | 順位戦Ｌ           | 順位戦Ｌ             | 順位戦Ｌ             | 順位戦Ｌ             | 順位戦Ｌ             |        |
| 棋聖戦 | 第92期 |                    | 一次・二次予選Ｔ   | 一次・二次予選Ｔ   | 一次・二次予選Ｔ   | 一次・二次予選Ｔ   | 一次・二次予選Ｔ   | 一次・二次予選Ｔ   | 一次・二次予選Ｔ   | 一次・二次予選Ｔ   | 一次・二次予選Ｔ   | 一次・二次予選Ｔ   | 一次・二次予選Ｔ   | 本戦Ｔ             | 本戦Ｔ             | 五番勝負           | 五番勝負           |                    |                    |                    |                    |                      |                      |                      |                      |        |
| 棋聖戦 | 第93期 |                    |                    |                    |                    |                    |                    |                    |                    |                    |                    |                    |                    |                    | 一次・二次予選Ｔ   | 一次・二次予選Ｔ   | 一次・二次予選Ｔ   | 一次・二次予選Ｔ   | 一次・二次予選Ｔ   | 一次・二次予選Ｔ   | 一次・二次予選Ｔ   | 一次・二次予選Ｔ     | 一次・二次予選Ｔ     | 本戦Ｔ               | 本戦Ｔ               | 本戦Ｔ |
| 叡王戦 | 第6期  |                    |                    |                    |                    |                    |                    | 段位別予選Ｔ       | 段位別予選Ｔ       | 段位別予選Ｔ       | 段位別予選Ｔ       | 段位別予選Ｔ       | 段位別予選Ｔ       | 段位別予選Ｔ       | 本戦Ｔ             | 本戦Ｔ             | 五番勝負           | 五番勝負           | 五番勝負           |                    |                    |                      |                      |                      |                      |        |
| 叡王戦 | 第7期  |                    |                    |                    |                    |                    |                    |                    |                    |                    |                    |                    |                    |                    |                    |                    | 段位別予選Ｔ       | 段位別予選Ｔ       | 段位別予選Ｔ       | 段位別予選Ｔ       | 段位別予選Ｔ       | 段位別予選Ｔ         | 段位別予選Ｔ         | 本戦Ｔ               | 本戦Ｔ               |        |
| 王位戦 | 第62期 |                    |                    |                    |                    | 予選Ｔ             | 予選Ｔ             | 予選Ｔ             | 予選Ｔ             | 予選Ｔ             | 予選Ｔ             | 予選Ｔ             | 本戦Ｌ             | 本戦Ｌ             | 本戦Ｌ             | 本戦Ｌ             | 挑                 | 七番勝負           | 七番勝負           | 七番勝負           |                    |                      |                      |                      |                      |        |
| 王位戦 | 第63期 |                    |                    |                    |                    |                    |                    |                    |                    |                    |                    |                    |                    |                    |                    | 予選Ｔ             | 予選Ｔ             | 予選Ｔ             | 予選Ｔ             | 予選Ｔ             | 予選Ｔ             | 予選Ｔ               |                      | 本戦Ｌ               | 本戦Ｌ               |        |
| 王座戦 | 第69期 |                    |                    |                    |                    |                    | 一次・二次予選Ｔ   | 一次・二次予選Ｔ   | 一次・二次予選Ｔ   | 一次・二次予選Ｔ   | 一次・二次予選Ｔ   | 一次・二次予選Ｔ   | 一次・二次予選Ｔ   | 本戦Ｔ             | 本戦Ｔ             | 本戦Ｔ             | 本戦Ｔ             |                    | 五番勝負           | 五番勝負           |                    |                      |                      |                      |                      |        |
| 王座戦 | 第70期 |                    |                    |                    |                    |                    |                    |                    |                    |                    |                    |                    |                    |                    |                    |                    |                    |                    | 一次・二次予選Ｔ   | 一次・二次予選Ｔ   | 一次・二次予選Ｔ   | 一次・二次予選Ｔ     | 一次・二次予選Ｔ     | 一次・二次予選Ｔ     | 一次・二次予選Ｔ     |        |
| 竜王戦 | 第34期 |                    |                    |                    |                    |                    |                    |                    | ランキング戦Ｔ     | ランキング戦Ｔ     | ランキング戦Ｔ     | ランキング戦Ｔ     | ランキング戦Ｔ     | ランキング戦Ｔ     | ランキング戦Ｔ     | 本戦Ｔ             | 本戦Ｔ             | 本戦Ｔ             | 挑                 | 七番勝負           | 七番勝負           |                      |                      |                      |                      |        |
| 竜王戦 | 第34期 | 昇級者決定戦Ｔ     |                    |                    |                    |                    |                    |                    |                    |                    |                    |                    |                    |                    |                    |                    |                    |                    |                    |                    |                    |                      |                      |                      |                      |        |
| 竜王戦 | 第35期 |                    |                    |                    |                    |                    |                    |                    |                    |                    |                    |                    |                    |                    |                    |                    |                    |                    |                    |                    |                    | ランキング戦・昇級Ｔ | ランキング戦・昇級Ｔ | ランキング戦・昇級Ｔ | ランキング戦・昇級Ｔ |        |
| 王将戦 | 第71期 |                    |                    |                    |                    |                    |                    |                    |                    | 一次・二次予選Ｔ   | 一次・二次予選Ｔ   | 一次・二次予選Ｔ   | 一次・二次予選Ｔ   | 一次・二次予選Ｔ   | 一次・二次予選Ｔ   | 一次・二次予選Ｔ   | 一次・二次予選Ｔ   | 一次・二次予選Ｔ   | 本戦Ｌ             | 本戦Ｌ             | 本戦Ｌ             |                      | 七番勝負             | 七番勝負             | 七番勝負             |        |
| 王将戦 | 第72期 |                    |                    |                    |                    |                    |                    |                    |                    |                    |                    |                    |                    |                    |                    |                    |                    |                    |                    |                    |                    |                      | 一次予選Ｔ           | 一次予選Ｔ           | 一次予選Ｔ           |        |
| 棋王戦 | 第47期 |                    |                    |                    |                    |                    |                    |                    |                    |                    | 予選Ｔ             | 予選Ｔ             | 予選Ｔ             | 予選Ｔ             | 予選Ｔ             | 本戦Ｔ             | 本戦Ｔ             | 本戦Ｔ             | 本戦Ｔ             | 本戦Ｔ             | 本戦Ｔ             | 挑                   |                      | 五番勝負             | 五番勝負             |        |
| 棋王戦 | 第48期 |                    |                    |                    |                    |                    |                    |                    |                    |                    |                    |                    |                    |                    |                    |                    |                    |                    |                    |                    |                    |                      | 予選Ｔ               | 予選Ｔ               | 予選Ｔ               |        |

| 棋戦              | 棋戦   | 前年度（2020年度） | 前年度（2020年度） | 前年度（2020年度） | 前年度（2020年度） | 前年度（2020年度） | 前年度（2020年度） | 前年度（2020年度） | 前年度（2020年度） | 前年度（2020年度） | 前年度（2020年度） | 前年度（2020年度） | 前年度（2020年度） | 当年度（2021年度） | 当年度（2021年度） | 当年度（2021年度） | 当年度（2021年度） | 当年度（2021年度） | 当年度（2021年度） | 当年度（2021年度） | 当年度（2021年度） | 当年度（2021年度） | 当年度（2021年度） | 当年度（2021年度） | 当年度（2021年度） |
| 棋戦              | 棋戦   | 4                  | 5                  | 6                  | 7                  | 8                  | 9                  | 10                 | 11                 | 12                 | 1                  | 2                  | 3                  | 4                  | 5                  | 6                  | 7                  | 8                  | 9                  | 10                 | 11                 | 12                 | 1                  | 2                  | 3                  |
| 女子 オープン     | 第14期 |                    |                    |                    |                    |                    | 予選Ｔ             | 予選Ｔ             | 本戦Ｔ             | 本戦Ｔ             | 本戦Ｔ             | 本戦Ｔ             | 挑                 | 五番勝負           | 五番勝負           | 五番勝負           |                    |                    |                    |                    |                    |                    |                    |                    |                    |
| 女子 オープン     | 第15期 |                    |                    |                    |                    |                    |                    |                    |                    |                    |                    |                    |                    |                    | 予選Ｔ             | 予選Ｔ             |                    | 本戦Ｔ             | 本戦Ｔ             | 本戦Ｔ             | 本戦Ｔ             | 本戦Ｔ             | 本戦Ｔ             | 本戦Ｔ             | 挑                 |
| 女流王位戦        | 第32期 |                    |                    |                    |                    | 予選Ｔ             | 予選Ｔ             | 予選Ｔ             | 本戦Ｌ             | 本戦Ｌ             | 本戦Ｌ             | 本戦Ｌ             | 挑                 | 五番勝負           | 五番勝負           | 五番勝負           |                    |                    |                    |                    |                    |                    |                    |                    |                    |
| 女流王位戦        | 第33期 |                    |                    |                    |                    |                    |                    |                    |                    |                    |                    |                    |                    |                    |                    |                    |                    | 予選Ｔ             | 予選Ｔ             | 予選Ｔ             | 本戦Ｌ             | 本戦Ｌ             | 本戦Ｌ             | 本戦Ｌ             | 挑                 |
| 清麗戦            | 第3期  |                    |                    |                    |                    |                    |                    | 予選Ｔ             | 予選Ｔ             | 予選Ｔ             | 予選Ｔ             | 予選Ｔ             | 予選Ｔ             | 予選Ｔ             | 予選Ｔ             | 本戦Ｔ             | 本戦Ｔ             |                    | 五番勝負           | 五番勝負           | 五番勝負           |                    |                    |                    |                    |
| 清麗戦            | 第4期  |                    |                    |                    |                    |                    |                    |                    |                    |                    |                    |                    |                    |                    |                    |                    |                    |                    |                    | 予選Ｔ             | 予選Ｔ             | 予選Ｔ             | 予選Ｔ             | 予選Ｔ             | 予選Ｔ             |
| 白玲戦 女流順位戦 | 第1期  |                    |                    |                    |                    |                    |                    |                    | 女流順位戦Ｌ       | 女流順位戦Ｌ       | 女流順位戦Ｌ       | 女流順位戦Ｌ       | 女流順位戦Ｌ       | 女流順位戦Ｌ       | 女流順位戦Ｌ       | 女流順位戦Ｌ       | 女流順位戦Ｌ       | 女流順位戦Ｌ       | 七番勝負           | 七番勝負           | 七番勝負           |                    |                    |                    |                    |
| 白玲戦 女流順位戦 | 第2期  |                    |                    |                    |                    |                    |                    |                    |                    |                    |                    |                    |                    |                    |                    |                    |                    |                    |                    | 女流順位戦Ｌ       | 女流順位戦Ｌ       | 女流順位戦Ｌ       | 女流順位戦Ｌ       | 女流順位戦Ｌ       | 女流順位戦Ｌ       |
| 女流王将戦        | 第43期 |                    |                    |                    |                    |                    |                    |                    |                    | 予選Ｔ             | 予選Ｔ             |                    |                    | 本戦Ｔ             | 本戦Ｔ             | 本戦Ｔ             | 本戦Ｔ             | 本戦Ｔ             |                    | 三番勝負           | 三番勝負           |                    |                    |                    |                    |
| 女流王将戦        | 第44期 |                    |                    |                    |                    |                    |                    |                    |                    |                    |                    |                    |                    |                    |                    |                    |                    |                    |                    |                    |                    |                    | 予Ｔ               |                    |                    |
| 女流王座戦        | 第11期 |                    |                    |                    |                    |                    |                    |                    |                    |                    |                    |                    |                    |                    | 予選Ｔ             | 予選Ｔ             | 本戦Ｔ             | 本戦Ｔ             | 本戦Ｔ             | 五番勝負           | 五番勝負           | 五番勝負           |                    |                    |                    |
| 倉敷藤花戦        | 第29期 |                    |                    |                    |                    |                    |                    |                    |                    |                    |                    |                    | 本戦Ｔ             | 本戦Ｔ             | 本戦Ｔ             | 本戦Ｔ             | 本戦Ｔ             | 本戦Ｔ             | 本戦Ｔ             |                    | 三番               |                    |                    |                    |                    |
| 倉敷藤花戦        | 第30期 |                    |                    |                    |                    |                    |                    |                    |                    |                    |                    |                    |                    |                    |                    |                    |                    |                    |                    |                    |                    |                    |                    |                    | 本Ｔ               |
| 女流名人戦        | 第48期 |                    |                    |                    |                    |                    |                    |                    |                    | 予選Ｔ             | 予選Ｔ             | 予選Ｔ             | 予選Ｔ             | 本戦Ｌ             | 本戦Ｌ             | 本戦Ｌ             | 本戦Ｌ             | 本戦Ｌ             | 本戦Ｌ             | 本戦Ｌ             | 本戦Ｌ             |                    | 五番勝負           | 五番勝負           | 五番勝負           |
| 女流名人戦        | 第49期 |                    |                    |                    |                    |                    |                    |                    |                    |                    |                    |                    |                    |                    |                    |                    |                    |                    |                    |                    |                    | 予選Ｔ             | 予選Ｔ             | 予選Ｔ             | 予選Ｔ             |

タイトル戦の結果ならびに新記録などの初めておきた出来事に関しては太字で表示する。

### 2021年4月
- 01日 - 第48回将棋大賞が発表され、最優秀棋士賞は藤井聡太王位・棋聖が初受賞[1]。詳細は2020年度の将棋界#将棋大賞を参照。
- 06日 - 第14期マイナビ女子オープン五番勝負第1局が行われ、伊藤沙恵女流三段が西山朋佳女王に勝ち初戦を制する(西山 0-1 伊藤)[2]。
- 07日-08日 - 第79期名人戦七番勝負第1局が行われ、斎藤慎太郎八段が渡辺明名人に勝ち初戦を制する（渡辺 0-1 斎藤）[3]。
- 21日 - 第14期マイナビ女子オープン五番勝負第2局が行われ、西山朋佳女王が伊藤沙恵女流三段に勝ち1勝目(西山 1-1 伊藤)[4]。
- 27日-28日 - 第79期名人戦七番勝負第2局が行われ、渡辺明名人が斎藤慎太郎八段に勝ち1勝目（渡辺 1-1 斎藤）[5]。
- 27日 - 第32期女流王位戦五番勝負第1局が行われ、里見香奈女流王位が山根ことみ女流二段に勝ち初戦を制する(里見 1-0 山根)[6]。
- 30日 - 第92期ヒューリック杯棋聖戦挑戦者決定戦が行われ、渡辺明名人が永瀬拓矢王座を破り、藤井聡太棋聖への挑戦を決める。[7]。

### 2021年5月
- 04日-05日 - 第79期名人戦七番勝負第3局が行われ、渡辺明名人が斎藤慎太郎八段に勝ち2勝目（渡辺 2-1 斎藤）[8]。
- 14日 - 桐山清澄九段が負ければ引退が決まる対局で勝利し、2年連続で引退を回避[9]。
- 15日 - 第14期マイナビ女子オープン五番勝負第3局が行われ、西山朋佳女王が伊藤沙恵女流三段に勝ち2勝目を挙げ、防衛に王手(西山 2-1 伊藤)[10]。
- 18日 - 第32期女流王位戦五番勝負第2局が行われ、里見香奈女流王位が山根ことみ女流二段に勝ち2勝目(里見 2-0 山根)[11]。
- 19日-20日 - 第79期名人戦七番勝負第4局が行われ、渡辺明名人が斎藤慎太郎八段に勝ち3勝目（渡辺 3-1 斎藤）[12]。
- 24日 - お～いお茶杯第62期王位戦挑戦者決定戦が行われ、豊島将之竜王が羽生善治九段を破り、藤井聡太王位への挑戦を決める。[13]。
- 25日 - 第14期マイナビ女子オープン五番勝負第4局が行われ、伊藤沙恵女流三段が西山朋佳女王に勝ち2勝目を挙げ、フルセットに持ち込む(西山 2-2 伊藤)[14]。
- 28日 - 新棋戦「SUNTORY 将棋オールスター 東西対抗戦」（準公式戦）創設を発表[15]。
- 28日-29日 - 第79期名人戦七番勝負第5局が行われ、渡辺明名人が斎藤慎太郎八段に勝ち名人位防衛（渡辺 4-1 斎藤）[16]。

### 2021年6月
- 01日 - 第14期マイナビ女子オープン五番勝負第5局が行われ、西山朋佳女王が伊藤沙恵女流三段に勝ち女王防衛(西山 3-2 伊藤)[17]。
- 02日 - 第32期女流王位戦五番勝負第3局が行われ、里見香奈女流王位が山根ことみ女流二段に勝ち女流王位防衛(里見 3-0 山根)。またこの防衛で里見の通算獲得タイトル数44期となり、清水市代女流七段の43期を抜き、歴代1位となる[18]。
- 06日 - 第92期ヒューリック杯棋聖戦五番勝負第1局が行われ、藤井聡太棋聖が渡辺明名人に勝ち初戦を制する（藤井 1-0 渡辺）[19]。
- 09日 - 中村修九段が窪田義行七段に勝ち、24人目となる公式戦通算800勝（将棋栄誉敢闘賞）を達成[20]。
- 18日 - 第92期ヒューリック杯棋聖戦五番勝負第2局が行われ、藤井聡太棋聖が渡辺明名人に勝ち2勝目を挙げ、防衛に王手（藤井 2-0 渡辺）[21]。
- 26日 - 第6期叡王戦挑戦者決定戦が行われ、藤井聡太王位・棋聖が斎藤慎太郎八段に勝利し豊島将之叡王への挑戦を決める[22]。
- 29日-30日 - お～いお茶杯第62期王位戦第1局が行われ、豊島将之竜王が藤井聡太王位に勝ち初戦を制する（藤井 0-1 豊島）[23]。

### 2021年7月
- 03日 - 第92期ヒューリック杯棋聖戦五番勝負第3局が行われ、藤井聡太棋聖が渡辺明名人に勝ち棋聖位防衛（藤井 3-0 渡辺）。これによって、タイトル3期となり18歳11か月で渡辺明名人が保持していた21歳7か月を抜いて最年少九段昇段記録を16年ぶりに更新[24]。
- 09日 - 第1期ヒューリック杯白玲戦・女流順位戦・順位決定トーナメント準決勝が行われ、西山朋佳女流三冠が加藤圭女流二段に、渡部愛女流三段が里見香奈女流四冠にそれぞれ勝利し七番勝負進出を決める[25][26]。
- 14日 - 第3期大成建設杯清麗戦挑戦者決定戦が行われ、加藤桃子女流三段が鈴木環那女流三段に勝ち、里見香奈清麗への挑戦を決める[27]。
- 13日-14日 - お～いお茶杯第62期王位戦七番勝負第2局が行われ、藤井聡太王位が豊島将之竜王に勝ち1勝目（藤井 1-1 豊島）[28]。
- 19日 - 第69期王座戦五番勝負挑戦者決定戦が行われ、木村一基九段が佐藤康光九段を破り、永瀬拓矢王座への挑戦を決める。[29]。
- 21日-22日 - お～いお茶杯第62期王位戦七番勝負第3局が行われ、藤井聡太王位が豊島将之竜王に勝ち2勝目（藤井 2-1 豊島）[30]。
- 25日 - 第6期叡王戦五番勝負第1局が行われ、藤井聡太王位・棋聖が豊島将之叡王に勝ち1勝目（豊島 0-1 藤井）[31]。

### 2021年8月
- 03日 - 第6期叡王戦五番勝負第2局が行われ、豊島将之叡王が藤井聡太王位・棋聖に勝ち1勝目（豊島 1-1 藤井）[32]。
- 09日 - 第6期叡王戦五番勝負第3局が行われ、藤井聡太王位・棋聖が豊島将之叡王に勝ち2勝目を挙げ、獲得に王手（豊島 1-2 藤井）[33]。
- 18日-19日 - お～いお茶杯第62期王位戦七番勝負第4局が行われ、藤井聡太王位が豊島将之竜王に勝ち3勝目を挙げ、防衛に王手（藤井 3-1 豊島）[34]。
- 22日 - 第6期叡王戦五番勝負第4局が行われ、豊島将之叡王が藤井聡太王位・棋聖に勝ち2勝目を挙げ、決着は最終戦へ（豊島 2-2 藤井）[35]。
- 24日-25日 - お～いお茶杯第62期王位戦七番勝負第5局が行われ、藤井聡太王位が豊島将之竜王に勝ち王位防衛（藤井 4-1 豊島）[36]。
- 30日-第34期竜王戦挑戦者決定戦第2局が行われ、藤井聡太王位・棋聖が永瀬拓矢王座に勝ち挑戦権獲得(藤井2-0永瀬)[37]。

### 2021年9月
- 01日 - 第69期王座戦五番勝負第1局が行われ、木村一基九段が永瀬拓矢王座に勝ち1勝目（永瀬 0-1 木村）[38]。
- 11日
  - 第1期ヒューリック杯白玲戦七番勝負第1局が行われ、西山朋佳女流三冠が渡部愛女流三段に勝利し1勝目(西山 1-0 渡部)[39]。
  - 第43期霧島酒造杯女流王将戦挑戦者決定戦で里見香奈女流四冠が加藤桃子女流三段に勝利し挑戦権獲得[40]
- 13日 - 第6期叡王戦五番勝負第5局が行われ、藤井聡太王位・棋聖が豊島将之叡王に勝ち叡王獲得（豊島 2-3 藤井）。これによって、19歳1か月で羽生善治九段が保持していた22歳2か月を抜いて最年少三冠記録を28年振りに更新[41]。
- 15日 - 第69期王座戦五番勝負第2局が行われ、永瀬拓矢王座が木村一基九段に勝ち1勝目（永瀬 1-1 木村）[42]。
- 17日 -第11期リコー杯女流王座戦挑戦者決定戦で里見香奈女流四冠が伊藤沙恵女流三段に勝利し西山朋佳女流王座への挑戦を決める[43]
- 18日
  - 第1期ヒューリック杯白玲戦七番勝負第2局が行われ、西山朋佳女流三冠が連勝で2勝目(西山 2-0 渡部)[44]。
  - 第4回ABEMAトーナメント決勝が行われ、チーム藤井（藤井聡太三冠、伊藤匠四段、高見泰地七段）がチーム木村（木村一基九段、佐々木勇気七段、池永天志五段）に5勝3敗で優勝[45]。
- 22日 - 第69期王座戦五番勝負第3局が行われ、永瀬拓矢王座が木村一基九段に勝ち防衛に王手（永瀬 2-1 木村）[46]。
- 23日 - 第3期大成建設杯清麗戦五番勝負第1局が行われ、加藤桃子女流三段が里見香奈清麗に勝ち初戦を制する（里見 0-1 加藤）[47]。
- 26日 - 第11期加古川青流戦三番勝負が行われ、 服部慎一郎四段が井田明宏四段を2勝1敗で下し初優勝[48]。
- 27日 -第29期大山名人杯倉敷藤花戦挑戦者決定戦 が行われ、加藤桃子女流三段が野原未蘭女流初段に勝利し倉敷藤花挑戦を決める[49]。

### 2021年10月
- 02日 - 第1期ヒューリック杯白玲戦七番勝負第3局が行われ、西山朋佳女流三冠が連勝で3勝目(西山 3-0 渡部)[50]。
- 05日 - 第69期王座戦五番勝負第4局が行われ、永瀬拓矢王座が木村一基九段に勝ち王座防衛（永瀬 3-1 木村）[51]。
- 08日-09日 - 第34期竜王戦七番勝負第1局が行われ、藤井聡太王位・叡王・棋聖が豊島将之竜王に勝ち初戦を制する（豊島 0-1 藤井）[52]。
- 09日 - 第43期霧島酒造杯女流王将戦三番勝負第1局が行われ、里見香奈女流四冠が西山朋佳女流王将に勝利し1勝目（西山 0-1 里見）[53]。
- 11日 - 第52期新人王戦三番勝負第2局が行われ、伊藤匠四段が古賀悠聖四段に2連勝で初優勝[54]。
- 13日 - 第3期大成建設杯清麗戦五番勝負第2局が行われ、加藤桃子女流三段が里見香奈清麗に勝ち2勝目（里見 0-2 加藤）[55]。
- 16日 - 第1期ヒューリック杯白玲戦七番勝負第4局が行われ、西山朋佳女流三冠が渡部愛女流三段に勝利し初代白玲を獲得(西山 1-0 渡部)。またこの獲得で西山女流四冠の通算獲得タイトル数が9期となり、加藤桃子女流三段の8期を抜いて歴代5位となる[56]。
- 19日 - 第43期霧島酒造杯女流王将戦三番勝負第2局が行われ、西山朋佳女流王将が里見香奈女流四冠に勝利し1勝目（西山 1-1 里見）[57]。
- 22日-23日 - 第34期竜王戦七番勝負第2局が行われ、藤井聡太王位・叡王・棋聖が豊島将之竜王に勝ち2勝目（豊島 0-2 藤井）[58]。
- 26日 - 第3期大成建設杯清麗戦五番勝負第3局が行われ、里見香奈清麗が加藤桃子女流三段に勝ち1勝目（里見 1-2 加藤）[59]。
- 28日 - 第11期リコー杯女流王座戦五番勝負第1局が行われ、里見香奈女流四冠が西山朋佳女流王座に勝利し1勝目（西山 0-1 里見）[60]。
- 30-31日 - 第34期竜王戦七番勝負第3局が行われ、藤井聡太王位・叡王・棋聖が豊島将之竜王に勝ち獲得に王手（豊島 0-3 藤井）[61]

### 2021年11月
- 01日 - 第29期大山名人杯倉敷藤花戦三番勝負第1局が行われ、里見香奈倉敷藤花が加藤桃子女流三段に勝ち1勝目（里見 1-0 加藤）[62]。
- 04日 - 第43期霧島酒造杯女流王将戦三番勝負第3局が行われ、里見香奈女流四冠が西山朋佳女流王将に勝利し女流王将獲得（西山 1-2 里見）[63]。里見は女流五冠、西山は女流三冠となる。
- 05日 - 久保利明九段が佐藤紳哉七段に勝ち、25人目となる公式戦通算800勝（将棋栄誉敢闘賞）を達成[64]。
- 09日 - 第3期大成建設杯清麗戦五番勝負第4局が行われ、里見香奈清麗が加藤桃子女流三段に勝ち、決着は最終局へ（里見 2-2 加藤）[65]。
- 12日-13日 - 第34期竜王戦七番勝負第4局が行われ、藤井聡太王位・叡王・棋聖が豊島将之竜王にストレートの4連勝で竜王奪取（豊島 0-4 藤井）。これによって、史上6人目の四冠になり、19歳3か月で羽生善治九段が保持していた22歳9ヵ月を抜いて最年少四冠記録を更新[66]。
- 15日 - 第11期リコー杯女流王座戦五番勝負第2局が行われ、里見香奈女流五冠が西山朋佳女流王座に勝利し2勝目（西山 0-2 里見）[67]。
- 17日 - 第3期大成建設杯清麗戦五番勝負第5局が行われ、加藤桃子女流三段が里見香奈清麗に勝利し清麗獲得 （里見 2-3 加藤）[68]。里見は女流四冠に後退。
- 19日 - 第71期ALSOK杯王将戦挑戦者決定リーグで藤井聡太竜王がリーグ優勝し渡辺明王将への挑戦権獲得[69]。
- 20日 - 第29期大山名人杯倉敷藤花戦三番勝負第2局が行われ、加藤桃子清麗が里見香奈倉敷藤花に勝ち1勝目（里見 1-1 加藤）[70]。
- 21日
  - 第29期大山名人杯倉敷藤花戦三番勝負第3局が行われ、里見香奈倉敷藤花が加藤桃子清麗に勝ち倉敷藤花防衛（里見 2-1 加藤）。
  - 第42回将棋日本シリーズ決勝が行われ、豊島将之九段が藤井聡太竜王に勝利し将棋日本シリーズ優勝。
- 25日 - 第48期岡田美術館杯女流名人戦女流名人リーグ最終戦一斉対局が行われ、伊藤沙恵女流三段がリーグ優勝を決め、里見香奈女流名人への挑戦権を獲得[71]。

### 2021年12月
- 07日 - 第11期リコー杯女流王座戦五番勝負第3局が行われ、里見香奈女流四冠が西山朋佳女流王座に勝利し女流王座獲得（西山 0-3 里見）。また里見の女流王座獲得は通算5期目となり、クイーン王座の資格を獲得。[72]。里見は女流五冠、西山は女流二冠となる。
- 20日 - 第47期棋王戦挑戦者決定二番勝負第1局が行われ、永瀬拓矢王座が郷田真隆九段に勝利し渡辺明棋王へ挑戦権獲得[73]。
- 23日 - 第29期銀河戦の決勝が放送され、菅井竜也八段が渡辺明名人に勝ち全棋士参加棋戦初優勝。
- 26日 - 初開催となるSUNTORY 将棋オールスター 東西対抗戦 2021(準公式戦)の決勝戦が行われる（西軍5勝 - 東軍0勝）。

### 2022年1月
- 09日-10日 - 第71期ALSOK杯王将戦七番勝負第1局が掛川城で行われ、藤井聡太竜王が渡辺明王将に勝ち初戦を制する（渡辺 0-1 藤井）[74]。タイトル戦の番勝負が三冠保持者と四冠保持者とで争われるのは史上初。また、王将戦七番勝負における最年少勝利記録を更新(19歳5ヶ月=藤井聡太竜王)。
- 16日 - 第48期岡田美術館杯女流名人戦五番勝負第1局が岡田美術館で行われ、挑戦者の伊藤沙恵女流三段が里見女流名人に勝ち初戦を制する（里見 0-1 伊藤）[75]。
- 22日-23日 - 第71期ALSOK杯王将戦七番勝負第2局が行われ、藤井聡竜王が渡辺王将に勝ち2連勝（渡辺 0-2 藤井）[76]。
- 23日 - 第48期岡田美術館杯女流名人戦五番勝負第2局が出雲文化伝承館で行われ、伊藤女流三段が里見女流名人に180手で勝ち2連勝。女流名人奪取に王手（里見 0-2 伊藤）[77]。
- 24日 - 第34期竜王就位式がセルリアンタワー東急ホテルで行われ、藤井聡竜王に推挙状・竜王杯及び賞金4400万円目録が授与。その他藤井竜王を含むランキング戦優勝者にも表彰された。
- 29日-30日 - 第71期ALSOK杯王将戦七番勝負第3局が行われ、藤井聡竜王が渡辺王将に勝ち3連勝（渡辺 0-3 藤井）とし、王将獲得に王手[78]。

### 2022年2月
- 01日 - 2022年2月1日から当面の間、コロナ禍における対局者への「マスク着用」を義務化する「臨時対局規定」を設定[79][80](制定日=同年1月26日[注 1][81])。
- 04日 - 第80期順位戦A級8回戦一斉対局が行われ、斎藤慎太郎八段が2期連続で渡辺明名人への挑戦権を獲得[82]。一方、羽生善治九段（十九世名人資格保持者）がB級1組へ初の降級となり、第52期から続いた羽生の連続A級在籍記録が29期で途絶えることが決定。
- 06日
  - 第47期棋王戦五番勝負第1局が行われ、渡辺明棋王が永瀬王座に勝ち初戦を制する（渡辺 1-0 永瀬）[83]。
  - 第48期岡田美術館杯女流名人戦五番勝負第3局が関根名人記念館で行われ、里見女流名人が伊藤女流三段に勝利し今シリーズ初勝利（里見 1-2 伊藤）[84]。
- 11日-12日 - 第71期ALSOK杯王将戦七番勝負第4局が行われ、藤井聡太竜王が渡辺王将にストレートの4連勝で王将位奪取（渡辺 0-4 藤井）[85]。これによって、史上4人目の五冠になり、19歳6か月で羽生善治九段が保持していた22歳10ヵ月を抜いて最年少五冠記録を更新[86]。
- 19日 - 第47期棋王戦五番勝負第2局が行われ、渡辺明棋王が永瀬王座に勝ち防衛に王手（渡辺 2-0 永瀬）[87]。
- 22日 - 第35期竜王戦5組昇級者決定戦が行われ、現役最年長棋士の桐山清澄九段が伊奈祐介七段に敗れ、次局(残留決定戦)を最後に引退することが決定[88]。
- 23日 - 第15回朝日杯将棋オープン戦決勝で菅井竜也八段が稲葉陽八段に勝ち初優勝[89]。
- 24日 - 第48期岡田美術館杯女流名人戦五番勝負第4局が関西将棋会館で行われ、伊藤女流三段が里見女流名人に勝ち初タイトル女流名人獲得（里見 1-3 伊藤）[90]。里見は女流四冠に後退。
- 25日 - 囲碁将棋チャンネルはこの日非公式戦新銀河戦の開催を発表。3月5日から囲碁将棋プレミアムで毎週土曜午前10時配信予定。

### 2022年3月
- 03日 - 第80期A級順位戦最終局が浮月楼で一斉に行われ、すでに名人挑戦が決定している斎藤八段は糸谷哲郎八段に敗れて全勝ならず。
- 06日 - 第47期棋王戦五番勝負第3局が新潟で行われ、永瀬王座が渡辺棋王に勝利し今シリーズ初勝利（永瀬 1-2 渡辺）。
- 09日 - 第80期B級1組順位戦最終局が一斉に行われ、藤井聡太竜王が佐々木勇気七段に勝ちこの日勝利した稲葉陽八段とともにA級に昇級。
- 11日 - 第15期マイナビ女子オープン挑戦者決定戦が行なわれ、里見香奈女流四冠が山根ことみ女流二段に勝利し、西山朋佳女王への挑戦権（五番勝負）を獲得。
- 14日 - 第33期女流王位戦挑戦者決定戦が行なわれ、西山朋佳白玲・女王が渡部愛女流三段に勝利し、里見香奈女流王位への挑戦権（五番勝負）を獲得。里見香と西山はマイナビ女子オープンと合わせて2つの女流タイトル戦での「十番勝負」で互いの防衛と奪取を競い合うことになった。
- 16日 - 新たな公式対局拠点として「名古屋対局場（仮称）」の開設を公表。場所はミッドランドスクエア（トヨタ自動車株式会社名古屋オフィス内）で、開設時期は2022年6月、第81期順位戦開幕局より使用予定[91]。
- 20日
  - 第71回NHK杯テレビ将棋トーナメントの決勝戦が放映され、豊島将之九段が松尾歩八段に勝ち初優勝。
  - 第47期棋王戦五番勝負第4局が行われ、渡辺明棋王が永瀬王座に勝ち棋王防衛（渡辺 3-1 永瀬）[92]。

## 記録

### タイトル戦
| 棋戦                  | 勝者        | 勝者     | 開催時期       | 番勝負        | 番勝負 | 番勝負                    | 備考                                | 注      |
| 棋戦                  | 勝者        | 勝者     | 開催時期       | 在位者        | 勝敗   | 挑戦者                    | 備考                                | 注      |
| --------------------- | ----------- | -------- | -------------- | ------------- | ------ | ------------------------- | ----------------------------------- | ------- |
| 名人戦                | 第79期 名人 | 渡辺明   | 2021年 4-6月   | 渡辺明 名人   | 4-1    | 斎藤慎太郎 八段           | 2年連続(通算2期)                    | [ 93 ]  |
| ヒューリック杯 棋聖戦 | 第92期 棋聖 | 藤井聡太 | 2021年 6-7月   | 藤井聡太 棋聖 | 3-0    | 渡辺明 名人               | 2年連続(通算2期) 最年少タイトル防衛 | [ 94 ]  |
| お～いお茶杯 王位戦   | 第62期 王位 | 藤井聡太 | 2021年 6-9月   | 藤井聡太 王位 | 4-1    | 豊島将之 竜王             | 2年連続(通算2期)                    | [ 95 ]  |
| 叡王戦                | 第6期 叡王  | 藤井聡太 | 2021年 7-9月   | 豊島将之 叡王 | 2-3    | 藤井聡太 王位・棋聖       | 初叡王 三冠(史上10人目、最年少)     | [ 96 ]  |
| 王座戦                | 第69期 王座 | 永瀬拓矢 | 2021年 9-10月  | 永瀬拓矢 王座 | 3-1    | 木村一基 九段             | 3年連続(通算3期)                    | [ 97 ]  |
| 竜王戦                | 第34期 竜王 | 藤井聡太 | 2021年 10-12月 | 豊島将之 竜王 | 0-4    | 藤井聡太 王位・叡王・棋聖 | 初竜王 四冠(史上6人目、最年少)      | [ 98 ]  |
| ALSOK杯 王将戦        | 第71期 王将 | 藤井聡太 | 2022年 1-3月   | 渡辺明 王将   | 0-4    | 藤井聡太 竜王             | 初王将 五冠(史上4人目、最年少)      | [ 99 ]  |
| 棋王戦                | 第47期 棋王 | 渡辺明   | 2022年 2-3月   | 渡辺明 棋王   | 3-1    | 永瀬拓矢 王座             | 10年連続(通算10期)                  | [ 100 ] |

### その他の棋戦
| 無印：全棋士参加棋戦 新人：新人棋戦 選抜：選抜棋戦 (非)：非公式戦 |

| 棋戦                                | 類   | 期/回次   | 優勝者                                                                  | 決勝開催日                                     | 準優勝者                                                                | 備考                                           | 注      |
| ----------------------------------- | ---- | --------- | ----------------------------------------------------------------------- | ---------------------------------------------- | ----------------------------------------------------------------------- | ---------------------------------------------- | ------- |
| YAMADA チャレンジ杯                 | 新人 | 第6回     | 新型コロナウイルス感染症感染状況により開催中止                          | 新型コロナウイルス感染症感染状況により開催中止 | 新型コロナウイルス感染症感染状況により開催中止                          | 新型コロナウイルス感染症感染状況により開催中止 | [ 101 ] |
| ABEMA トーナメント                  | (非) | 第4回     | (チーム藤井) 藤井聡太三冠 伊藤匠四段 高見泰地七段                       | 2021年00 9月18日 (生放送)                      | (チーム木村) 木村一基九段 佐々木勇気七段 池永天志五段                   | 初優勝 藤井聡は4連覇                           | [ 102 ] |
| 加古川青流戦                        | 新人 | 第11期    | 服部慎一郎四段                                                          | 2021年 00 9月26日                              | 井田明宏四段                                                            | 初優勝                                         | [ 103 ] |
| 新人王戦                            | 新人 | 第52期    | 伊藤匠四段                                                              | 2021年 010月04日[第1局] 010月11日[第2局]       | 古賀悠聖四段                                                            | 初優勝                                         | [ 104 ] |
| 銀河戦                              |      | 第29期    | 菅井竜也八段                                                            | 2021年 012月23日(放送) 010月27日(対局)         | 渡辺明名人                                                              | 初優勝 (全棋士参加棋戦)                        | [ 105 ] |
| 将棋日本シリーズ JTプロ公式戦       | 選抜 | 第42回    | 豊島将之九段                                                            | 2021年00 11月21日                              | 藤井聡太竜王                                                            | 2年連続(3回目)                                 | [ 106 ] |
| SUNTORY 将棋オールスター 東西対抗戦 | (非) | 2021 (年) | 【西軍】 澤田真吾七段 豊島将之九段 古賀悠聖四段 藤井聡太竜王 稲葉陽八段 | 2021年00 12月26日                              | 【東軍】 戸辺誠七段 横山泰明七段 永瀬拓矢王座 佐藤秀司八段 羽生善治九段 | 初開催                                         | [ 107 ] |
| 朝日杯 将棋オープン戦               |      | 第15回    | 菅井竜也八段                                                            | 2022年 00 2月23日                              | 稲葉陽八段                                                              | 初優勝                                         | [ 108 ] |
| NHK杯 将棋トーナメント              |      | 第71回    | 豊島将之九段                                                            | 2022年 003月20日(放送) 002月14日(対局)         | 松尾歩八段                                                              | 初優勝                                         | [ 109 ] |

### 女流タイトル戦
| 棋戦                    | 勝者            | 勝者     | 開催時期       | 番勝負                     | 番勝負 | 番勝負                   | 備考                              | 注      |
| 棋戦                    | 勝者            | 勝者     | 開催時期       | 在位者                     | 勝敗   | 挑戦者                   | 備考                              | 注      |
| ----------------------- | --------------- | -------- | -------------- | -------------------------- | ------ | ------------------------ | --------------------------------- | ------- |
| マイナビ 女子オープン   | 第14期 女王     | 西山朋佳 | 2021年 4-5月   | 西山朋佳 女王              | 3-2    | 伊藤沙恵 女流三段        | 4年連続(通算4期)                  | [ 110 ] |
| 女流王位戦              | 第32期 女流王位 | 里見香奈 | 2021年 4-6月   | 里見香奈 女流王位          | 3-0    | 山根ことみ 女流二段      | 3年連続(通算7期)                  | [ 111 ] |
| ヒューリック杯 白玲戦   | 第1期 白玲      | 西山朋佳 | 2021年 9-11月  | (挑戦者) 西山朋佳 女流三冠 | 4-0    | (挑戦者) 渡部愛 女流三段 | 初白玲                            | [ 112 ] |
| 大成建設杯 清麗戦       | 第3期 清麗      | 加藤桃子 | 2021年 9-11月  | 里見香奈 清麗              | 2-3    | 加藤桃子 女流三段        | 初清麗                            | [ 113 ] |
| 霧島酒造杯 女流王将戦   | 第43期 女流王将 | 里見香奈 | 2021年 10月    | 西山朋佳 女流王将          | 1-2    | 里見香奈 女流四冠        | 3年振り(通算8期)                  | [ 114 ] |
| リコー杯 女流王座戦     | 第11期 女流王座 | 里見香奈 | 2021年 10-12月 | 西山朋佳 女流王座          | 0-3    | 里見香奈 女流五冠        | 3年振り(通算5期) クイーン王座獲得 | [ 115 ] |
| 大山名人杯 倉敷藤花戦   | 第29期 倉敷藤花 | 里見香奈 | 2021年 11月    | 里見香奈 倉敷藤花          | 2-1    | 加藤桃子 清麗            | 7年連続(通算12期)                 | [ 116 ] |
| 岡田美術館杯 女流名人戦 | 第48期 女流名人 | 伊藤沙恵 | 2022年 1-3月   | 里見香奈 女流名人          | 1-3    | 伊藤沙恵 女流三段        | 初タイトル獲得                    | [ 117 ] |

- 白玲戦は初開催のため両者挑戦者となるが、便宜上上位者を左に表記。

### その他の女流棋戦
| 新：新人棋戦 L：LPSA主催 非：非公式戦 |

| 棋戦                         | 類    | 回 | 優勝者                                          | 決勝開催日                                      | 準優勝者                                        | 備考                                            | 注      |
| ---------------------------- | ----- | -- | ----------------------------------------------- | ----------------------------------------------- | ----------------------------------------------- | ----------------------------------------------- | ------- |
| 世田谷花みず木女流オープン戦 | 非    | 13 | 新型コロナウイルス感染症感染状況により 開催中止 | 新型コロナウイルス感染症感染状況により 開催中止 | 新型コロナウイルス感染症感染状況により 開催中止 | 新型コロナウイルス感染症感染状況により 開催中止 | [ 118 ] |
| YAMADA女流チャレンジ杯       |       | -  | 新型コロナウイルス感染症感染状況により 開催中止 | 新型コロナウイルス感染症感染状況により 開催中止 | 新型コロナウイルス感染症感染状況により 開催中止 | 新型コロナウイルス感染症感染状況により 開催中止 | [ 101 ] |
| 1dayトーナメント             | L     | 77 | 渡部愛 女流三段                                 | 2022年1月30日                                   | 田中沙紀 女流二級                               |                                                 | [ 119 ] |
| 1dayトーナメント             | L     | 78 | 田中沙紀 女流二級                               | 2022年3月13日                                   | 中倉宏美 女流二段                               |                                                 | [ 120 ] |
| 白瀧あゆみ杯争奪戦           | 非/新 | 15 | 小高佐季子 女流初段                             | 2021年10月24日                                  | 松下舞琳 研修生                                 |                                                 | [ 121 ] |

### 順位戦
| 次期クラス | 棋士          | 成績       | 注      |
| ---------- | ------------- | ---------- | ------- |
| A級        | 藤井聡太 竜王 | B111(10-2) | [ 122 ] |
| A級        | 稲葉陽 八段   | B101(9-3)  | [ 122 ] |
| B級1組     | 澤田真吾 七段 | B204(9-1)  | [ 123 ] |
| B級1組     | 中村太地 七段 | B209(9-1)  | [ 123 ] |
| B級1組     | 丸山忠久 九段 | B202(8-2)  | [ 123 ] |
| B級2組     | 大橋貴洸 六段 | C131(9-1)  | [ 124 ] |
| B級2組     | 及川拓馬 七段 | C107(8-2)  | [ 124 ] |
| B級2組     | 飯島栄治 八段 | C103(7-3)  | [ 124 ] |
| C級1組     | 渡辺和史 五段 | C225(9-1)  | [ 125 ] |
| C級1組     | 西田拓也 五段 | C233(9-1)  | [ 125 ] |
| C級1組     | 伊藤匠 五段   | C250(9-1)  | [ 125 ] |

| 次期クラス                     | 棋士            | 成績       | 注      |
| ------------------------------ | --------------- | ---------- | ------- |
| B級1組                         | 羽生善治 九段   | A 08(2-7)  | [ 126 ] |
| B級1組                         | 山崎隆之 八段   | A 10(1-8)  | [ 126 ] |
| B級2組                         | 木村一基 九段   | B103(3-9)  | [ 122 ] |
| B級2組                         | 阿久津主税 八段 | B109(3-9)  | [ 122 ] |
| B級2組                         | 松尾歩 八段     | B110(3-9)  | [ 122 ] |
| C級1組                         | 飯塚祐紀 七段   | B225(3-7)  | [ 123 ] |
| C級1組                         | 窪田義行 七段   | B219(0-10) | [ 123 ] |
| C級2組                         | 佐藤秀司 八段   | C134(3-7)  | [ 124 ] |
| C級2組                         | 森下卓 九段     | C127(2-8)  | [ 124 ] |
| C級2組                         | 豊川孝弘 七段   | C128(2-8)  | [ 124 ] |
| C級2組                         | 田村康介 七段   | C132(1-9)  | [ 124 ] |
| フリークラス                   | 中田功八段      | C235(2-8)  | [ 125 ] |
| フリークラス (引退)            | 田中寅彦 九段   | C249(1-9)  | [ 125 ] |
| 宣言による フリークラス 転出者 | 塚田泰明 九段   | C247(2-8)  | [ 127 ] |

### 竜王ランキング戦
第34期竜王戦ランキング戦・昇級者決定戦（2020年11月22日 - 2021年11月19日）
| 次期クラス | 棋士                      | 成績             | 注      |
| ---------- | ------------------------- | ---------------- | ------- |
| 竜王       | 藤井聡太 王位・叡王・棋聖 | 2組優勝 竜王奪取 | [ 66 ]  |
| 1組        | 八代弥七段                | 2組2位           | [ 128 ] |
| 1組        | 渡辺明名人                | 2組3位           | [ 128 ] |
| 1組        | 松尾歩八段                | 2組3位           | [ 128 ] |
| 2組        | 三枚堂達也七段            | 3組優勝          | [ 129 ] |
| 2組        | 都成竜馬七段              | 3組2位           | [ 129 ] |
| 2組        | 増田康宏六段              | 3組3位           | [ 129 ] |
| 2組        | 遠山雄亮六段              | 3組3位           | [ 129 ] |
| 3組        | 梶浦宏孝六段              | 4組優勝          | [ 130 ] |
| 3組        | 伊藤真吾五段              | 4組2位           | [ 130 ] |
| 3組        | 及川拓馬六段              | 4組3位           | [ 130 ] |
| 3組        | 佐々木慎七段              | 4組3位           | [ 130 ] |
| 4組        | 青嶋未来六段              | 5組優勝          | [ 131 ] |
| 4組        | 池永天志五段              | 5組2位           | [ 131 ] |
| 4組        | 高野智史六段              | 5組3位           | [ 131 ] |
| 4組        | 瀬川晶司六段              | 5組3位           | [ 131 ] |
| 5組        | 折田翔吾四段              | 6組優勝          | [ 132 ] |
| 5組        | 長谷部浩平四段            | 6組2位           | [ 132 ] |
| 5組        | 石川優太四段              | 6組3位           | [ 132 ] |
| 5組        | 佐々木大地五段            | 6組3位           | [ 132 ] |

| 次期クラス | 棋士                                                  | 成績                      | 注      |
| ---------- | ----------------------------------------------------- | ------------------------- | ------- |
| 1組        | 豊島将之九段                                          | 竜王失冠                  | [ 66 ]  |
| 2組        | 三浦弘行九段 佐藤康光九段 斎藤慎太郎八段 澤田真吾七段 | 1組 5位決定戦 初戦敗退    | [ 133 ] |
| 3組        | 杉本昌隆八段 菅井竜也八段 阿久津主税八段 小林裕士七段 | 2組 昇級者決定戦 初戦敗退 | [ 128 ] |
| 4組        | 中村太地七段 大石直嗣七段 千葉幸生七段 船江恒平六段   | 3組 昇級者決定戦 初戦敗退 | [ 129 ] |
| 5組        | 森下卓九段 井上慶太九段 畠山鎮八段 石田直裕五段       | 4組 残留決定戦 敗退       | [ 130 ] |
| 6組        | 島朗九段 塚田泰明九段 畠山成幸八段 上村亘五段         | 5組 残留決定戦 敗退       | [ 131 ] |

### 将棋大賞
第49回将棋大賞
| 各賞               | 受賞者                                | 受賞                                    | 備考                                    |
| ------------------ | ------------------------------------- | --------------------------------------- | --------------------------------------- |
| 最優秀棋士賞       | 藤井聡太 竜王                         | 2年連続 2回目                           | -                                       |
| 優秀棋士賞         | 渡辺明 名人                           | 2年連続 8回目                           | -                                       |
| 敢闘賞             | 菅井竜也 八段                         | 初                                      | -                                       |
| 新人賞             | 伊藤匠 五段                           | 初                                      | -                                       |
| 特別賞             | (該当者なし)                          | -                                       | (2年連続29回目)                         |
| 勝率一位賞         | 伊藤匠 五段                           | 初                                      | 45勝10敗（勝率0.818）                   |
| 最多勝利賞         | 藤井聡太 竜王                         | 3年連続 4回目                           | 52勝                                    |
| 最多対局賞         | 藤井聡太 竜王                         | 4年ぶり 2回目                           | 64対局                                  |
| 連勝賞             | 渡辺和史 五段                         | 初                                      | 20連勝 (2021年10月7日 - 2022年3月18日)  |
| 最優秀女流棋士賞   | 里見香奈 女流四冠                     | 7年連続 12回目                          | -                                       |
| 優秀女流棋士賞     | 西山朋佳 女流二冠                     | 初                                      | -                                       |
| 女流最多対局賞     | 伊藤沙恵 女流名人                     | 2年ぶり 4回目                           | 53対局                                  |
| 東京将棋記者会賞   | 桐山清澄 九段                         | 初                                      | -                                       |
| 升田幸三賞         | 千田翔太 七段                         | 5年ぶり 2回目                           | 角換わり3三金型早繰り銀                 |
| 升田幸三賞(特別賞) | 田中寅彦 九段                         | -                                       | -                                       |
| 名局賞             | ○藤井聡太 三冠 ●豊島将之 竜王         | 第34期竜王戦第4局 (2021年11月12-13日)   | 第34期竜王戦第4局 (2021年11月12-13日)   |
| 名局賞(特別賞)     | （該当なし）                          | -                                       | -                                       |
| 女流名局賞         | ○伊藤沙恵 女流三段 ●里見香奈 女流名人 | 第48期岡田美術館杯第2局 (2022年1月23日) | 第48期岡田美術館杯第2局 (2022年1月23日) |

### 年度成績一覧
全棋士・全女流棋士 年度成績・通算成績一覧（2022年3月31日時点）
- 全棋士・全女流棋士 年度成績・通算成績 - #1
- 全棋士・全女流棋士 年度成績・通算成績 - #2
- 全棋士・全女流棋士 年度成績・通算成績 - #3
- 全棋士・全女流棋士 年度成績・通算成績 - #4

- 2021年度 棋士成績一覧 / 棋士成績ランキング上位（日本将棋連盟 webサイト）
- 2021年度 女流棋士成績一覧 / 女流棋士成績ランキング上位（日本将棋連盟 webサイト）

## 昇段・引退
太字 今年度プロ入り棋士・女流棋士
| 昇段        | 棋士                        | 昇段日             | 昇段理由                                  | 注      |
| ----------- | --------------------------- | ------------------ | ----------------------------------------- | ------- |
| 四段        | 井田明宏                    | 2021年04月01日     | 第68回奨励会三段リーグ戦1位               | [ 135 ] |
| 四段        | 高田明浩                    | 2021年04月01日     | 第68回奨励会三段リーグ戦2位               | [ 135 ] |
| 四段        | 横山友紀                    | 2021年10月01日     | 第69回奨励会三段リーグ戦1位               | [ 136 ] |
| 四段        | 狩山幹生                    | 2021年10月01日     | 第69回奨励会三段リーグ戦2位               | [ 136 ] |
| 五段        | 池永天志                    | 2021年04月03日     | 竜王ランキング戦連続昇級                  | [ 137 ] |
| 五段        | 杉本和陽                    | 2021年07月08日     | 勝数規定                                  | [ 138 ] |
| 五段        | 斎藤明日斗                  | 2022年01月14日     | 勝数規定                                  | [ 139 ] |
| 五段        | 伊藤匠                      | 2022年03月10日     | 順位戦 C級1組昇級                         |         |
| 五段        | 渡辺和史                    | 2022年03月10日     | 順位戦 C級1組昇級                         |         |
| 六段        | 伊藤真吾                    | 2021年05月13日     | 勝数規定                                  | [ 140 ] |
| 六段        | 高野智史                    | 2021年10月01日     | 竜王ランキング戦連続昇級                  | [ 141 ] |
| 六段        | 渡辺大夢                    | 2021年10月21日     | 勝数規定                                  | [ 142 ] |
| 六段        | 佐々木大地                  | 2022年02月16日     | 勝数規定                                  | [ 143 ] |
| 六段        | 渡辺正和                    | 2022年03月16日     | 勝数規定                                  | [ 144 ] |
| 七段        | 本間博                      | 2021年04月01日     | 引退棋士昇段規定                          | [ 145 ] |
| 七段        | 梶浦宏孝                    | 2021年05月06日     | 竜王ランキング戦通算3回優勝               | [ 146 ] |
| 七段        | 近藤正和                    | 2021年05月20日     | 勝数規定                                  | [ 147 ] |
| 七段        | 及川拓馬                    | 2021年12月20日     | 勝数規定                                  | [ 148 ] |
| 七段        | 阿部光瑠                    | 2022年01月28日     | 勝数規定                                  | [ 149 ] |
| 九段        | 脇謙二                      | 2021年04月01日     | フリークラス昇段規定                      | [ 145 ] |
| 九段        | 藤井聡太                    | 2021年07月03日     | タイトル3期                               | [ 24 ]  |
|             |                             |                    |                                           |         |
| 昇段(級)    | 女流棋士                    | 昇段(級)日         | 昇段(級)理由                              | 注      |
| 女流 2級    | 大島綾華                    | 2021年05月01日     | 研修会でB2に昇級                          | [ 150 ] |
| 女流 2級    | 田中沙紀                    | 2021年09月01日     | 研修会でB2に昇級                          | [ 151 ] |
| 女流 2級    | 佐々木海法                  | 2021年12月01日     | 研修会でB2に昇級                          | [ 152 ] |
| 女流 2級    | 岩佐美帆子                  | 2022年02月01日     | 研修会でB2に昇級                          | [ 153 ] |
| 女流 1級    | 和田はな                    | 2021年05月28日     | 女流順位戦 C級昇級                        | [ 154 ] |
| 女流 1級    | 大島綾華                    | 2021年06月26日     | マイナビ女子オープン 本戦入り             | [ 155 ] |
| 女流 1級    | 高浜愛子                    | 2021年09月17日     | 女流王位戦 予選決勝進出                   | [ 156 ] |
| 女流 1級    | 山口稀良莉                  | 2021年09月22日     | 女流王位戦 予選決勝進出                   | [ 157 ] |
| 女流 1級    | 佐々木海法                  | 2022年02月07日     | 女流名人戦 予選決勝進出                   | [ 158 ] |
| 女流 初段   | カロリーナ・ ステチェンスカ | 2021年04月01日     | 年度成績指し分け以上(8勝以上)             | [ 145 ] |
| 女流 初段   | 小高佐季子                  | 2021年04月01日     | 年度成績指し分け以上(8勝以上)             | [ 145 ] |
| 女流 初段   | 野原未蘭                    | 2021年08月03日     | 倉敷藤花戦 ベスト4進出                    | [ 159 ] |
| 女流 二段   | 加藤圭                      | 2021年04月02日     | 女流順位戦 A級昇級                        | [ 160 ] |
| 女流 二段   | 伊奈川愛菓                  | 2021年04月06日     | 勝数規定                                  | [ 161 ] |
| 女流 二段   | 中村桃子                    | 2021年08月02日     | 勝数規定                                  | [ 162 ] |
| 女流 三段   | 西山朋佳                    | 2021年04月01日     | 奨励会退会、女流棋士に転身                | [ 163 ] |
| 女流 三段   | 真田彩子                    | 2021年04月01日     | 引退女流棋士昇段規定                      | [ 145 ] |
|             |                             |                    |                                           |         |
| 引退        | 引退者(最終段位)            | 最終対局日(引退日) | 引退理由                                  | 注      |
| 引退        | 橋本崇載 八段               | (2021年4月2日)     | 一身上の都合（引退届）/引退後2022年に退会 | [ 166 ] |
| 引退        | 東和男 八段                 | 2021年05月17日     | フリークラス規定                          | [ 167 ] |
| 引退        | 金沢孝史 五段               | 2021年05月17日     | フリークラス規定                          | [ 167 ] |
| 引退        | 西川慶二 八段               | (2021年6月30日)    | 病気療養（引退届） / 引退後死去           | [ 169 ] |
| 引退        | 小林健二 九段               | 2022年03月31日     | フリークラス規定                          | [ 170 ] |
| 引退 (退会) | 山口絵美菜 女流1級          | (2022年3月30日)    | 一身上の都合（退会届）                    | [ 171 ] |